# 山口竜弥
山口 竜弥（やまぐち たつや、2000年2月9日 - ）は、神奈川県川崎市出身のプロサッカー選手。Jリーグ・徳島ヴォルティス所属。ポジションはディフェンダー。

## 来歴

### プロ入り前
小学校1年から大曽根SCに所属しサッカーを始め、中学では大豆戸FCに所属。東海大学付属相模高等学校では2年生からレギュラーに定着し、左足の強烈なキックを武器にサイドバックとして活躍した。3年次には東海大相模史上初の全国高等学校総合体育大会サッカー競技大会出場に貢献し、ガンバ大阪への加入が内定。同校初のプロサッカー選手となった。

### ガンバ大阪
2018年、ガンバ大阪に入団した。入団後はU-23チームでコンスタントに出場機会を得た。9月5日、ルヴァンカップ準々決勝1stレグの横浜F・マリノス戦では、トップチーム初のベンチ入りを果たした。
2020年8月12日、若手選手中心で臨んだルヴァンカップGL第3節の湘南ベルマーレ戦で途中出場からトップチーム初出場を果たした。8月16日、J3第10節のY.S.C.C.横浜戦でJリーグ初得点を決めた。9月27日、J3第18節のロアッソ熊本戦では、ネットに突き刺さるスーパーミドルシュートを決めている。12月16日、J1第33節の横浜FC戦ではJ1初のベンチ入りを果たしたが、3年間を通じてJ1リーグ戦の出場機会はなかった。

### 東京ヴェルディ
2021年、東京ヴェルディへ完全移籍。

### 愛媛FC
2023年より、愛媛FCへ完全移籍。同年4月29日、J3第8節のFC琉球戦において、J3通算100試合出場を達成する。5月27日、J3第11節の福島ユナイテッドFC戦で実施されたセレモニーでは祖母二人と手を繋いで入場した。シーズンを通してチームの主力を務め、加入1年目でクラブのJ3優勝・J2昇格に貢献。
2024年もシーズン当初から主力として左SBで出場、悲願のJ1昇格に向けチーム内では中堅として若手とベテランの懸け橋となる。

### 徳島ヴォルティス
2024年8月、徳島ヴォルティスに完全移籍。

## エピソード
中学生時代にサッカー用とプライベート用のTwitterアカウントを使い分けており、そのアカウントは今も消さずに残している。
高校2年からパンツを履くことに意味を感じなくなり、その時期から現在までノーパンで過ごしている。
特に子供達からの人気は絶大で、毎試合多くのサポーターから声援が送られている。

## 所属クラブ
- 大曽根SC(大曽根小学校)
- 大豆戸FC(樽町中学校)
- 東海大学付属相模高等学校
- 2018年 - 2020年 ガンバ大阪
- 2021年 - 2022年 東京ヴェルディ
- 2023年 - 2024年8月 愛媛FC
- 2024年8月 - 徳島ヴォルティス

## 個人成績
| 国内大会個人成績 | 国内大会個人成績 | 国内大会個人成績 | 国内大会個人成績 | 国内大会個人成績 | 国内大会個人成績 | 国内大会個人成績 | 国内大会個人成績 | 国内大会個人成績 | 国内大会個人成績 | 国内大会個人成績 | 国内大会個人成績 |
| 年度             | クラブ           | 背番号           | リーグ           | リーグ戦         | リーグ戦         | リーグ杯         | リーグ杯         | オープン杯       | オープン杯       | 期間通算         | 期間通算         |
| 年度             | クラブ           | 背番号           | リーグ           | 出場             | 得点             | 出場             | 得点             | 出場             | 得点             | 出場             | 得点             |
| 日本             | 日本             | 日本             | 日本             | リーグ戦         | リーグ戦         | リーグ杯         | リーグ杯         | 天皇杯           | 天皇杯           | 期間通算         | 期間通算         |
| ---------------- | ---------------- | ---------------- | ---------------- | ---------------- | ---------------- | ---------------- | ---------------- | ---------------- | ---------------- | ---------------- | ---------------- |
| 2018             | G大阪            | 35               | J1               | 0                | 0                | 0                | 0                | 0                | 0                | 0                | 0                |
| 2019             | G大阪            | 35               | J1               | 0                | 0                | 0                | 0                | 0                | 0                | 0                | 0                |
| 2020             | G大阪            | 35               | J1               | 0                | 0                | 1                | 0                | 0                | 0                | 1                | 0                |
| 2021             | 東京V            | 28               | J2               | 15               | 0                | -                | -                | 1                | 0                | 16               | 0                |
| 2022             | 東京V            | 28               | J2               | 4                | 0                | -                | -                | 2                | 0                | 6                | 0                |
| 2023             | 愛媛             | 4                | J3               | 32               | 0                | -                | -                | -                | -                | 32               | 0                |
| 2024             | 愛媛             | 4                | J2               | 20               | 0                | 1                | 0                | 0                | 0                | 21               | 0                |
| 2024             | 徳島             | 44               | J2               | 5                | 0                | -                | -                | -                | -                | 5                | 0                |
| 2025             | 徳島             | 44               | J2               |                  |                  |                  |                  |                  |                  |                  |                  |
| 通算             | 日本             | 日本             | J1               | 0                | 0                | 1                | 0                | 0                | 0                | 1                | 0                |
| 通算             | 日本             | 日本             | J2               | 44               | 0                | 1                | 0                | 3                | 0                | 48               | 0                |
| 総通算           | 総通算           | 総通算           | 総通算           | 66               | 0                | 2                | 0                | 3                | 0                | 7分              | 0                |

| 2018   | G大23  | 35     | J3     | 31 | 0 | 31 | 0 |
| 2019   | G大23  | 35     | J3     | 29 | 0 | 29 | 0 |
| 2020   | G大23  | 35     | J3     | 32 | 3 | 32 | 3 |
| 通算   | 日本   | 日本   | J3     | 92 | 3 | 92 | 3 |
| 総通算 | 総通算 | 総通算 | 総通算 | 92 | 3 | 92 | 3 |

その他の公式戦
- 2023年
  - 愛媛県サッカー選手権大会 2試合0得点

出場歴
- Jリーグ初出場 - 2018年3月17日 J3第2節 vs鹿児島ユナイテッドFC（鹿児島県立鴨池陸上競技場）
- Jリーグ初得点 - 2020年8月16日 J3第10節 vsY.S.C.C.横浜（ニッパツ三ツ沢球技場）

## 代表歴
- U-18日本代表候補（2017年）
- U-20日本代表
  - 沖縄・宮崎トレーニングキャンプ（2019年）[12]

## タイトル

### クラブ
東海大学附属相模高等学校
- 高円宮杯U-18サッカーリーグ・神奈川県リーグK1：1回（2017年）

愛媛FC
- J3リーグ：1回（2023年）